# Hans Johansson (bandyspelare)
Hans Elis "Hasse" Johansson, född 23 april 1962 i Edsbyn, svensk före detta bandyspelare (anfallare) och sedan december 2014 förbundskapten för Kinas landslag. Han är yngre bror till Ola Johansson och son till Elis Johansson, också stora grabbar i bandy. Han är Stor grabb nummer 185. År 2014 valdes han in vid Svensk Bandy Hall of Fame.
Hans Johansson var en toppforward och framgångsrik målskytt. Han spelade sju VM-turneringar och vann fyra VM-guld (1983, 1987, 1993 och 1995). Han spelade 127 A-landskamper för det svenska landslaget. Han blev utsedd till årets man i svensk bandy säsongen 1988/1989.
Under sina år i Västerås SK spelade Johansson 340 A-lagsmatcher och gjorde 503 mål, varav 13 i SM-finaler. Han tog fem SM-guld (1989, 1990, 1993, 1994 och 1996) med Västerås SK. Han vann den allsvenska skytteligan fyra gånger (1988, 1989, 1991 och 1994). Han började sin karriär i Edsbyns IF, fortsatte i Västerås SK och avslutade i ryska HK Jenisej Krasnojarsk, dit han gick säsongen 1997/1998. Hans Johansson blev därmed första svenska bandyproffs i Ryssland, men flera kom att följa.
Johansson är den näst snabbaste målskytten i svensk elitbandys historia, med 1–0 till VSK redan efter åtta sekunder i matchen mellan VSK och Edsbyn på Rocklunda (20 november 1996). Den 30 november 1988 gjorde han åtta mål på en match då Västerås SK slog Västanfors IF med 14–2.